# Geertruidenberg
Geertruidenberg (anhörenⓘ, deutsch Gertrudenberg) ist eine Gemeinde in der niederländischen Provinz Noord-Brabant. Am 1. Januar 2025 betrug ihre Einwohnerzahl 21.948. Die Gesamtfläche der Gemeinde beträgt 29,6 km².
Die Gemeinde besteht aus dem Städtchen Geertruidenberg und den Dörfern Raamsdonk und Raamsdonksveer, wo sich die Gemeindeverwaltung befindet.

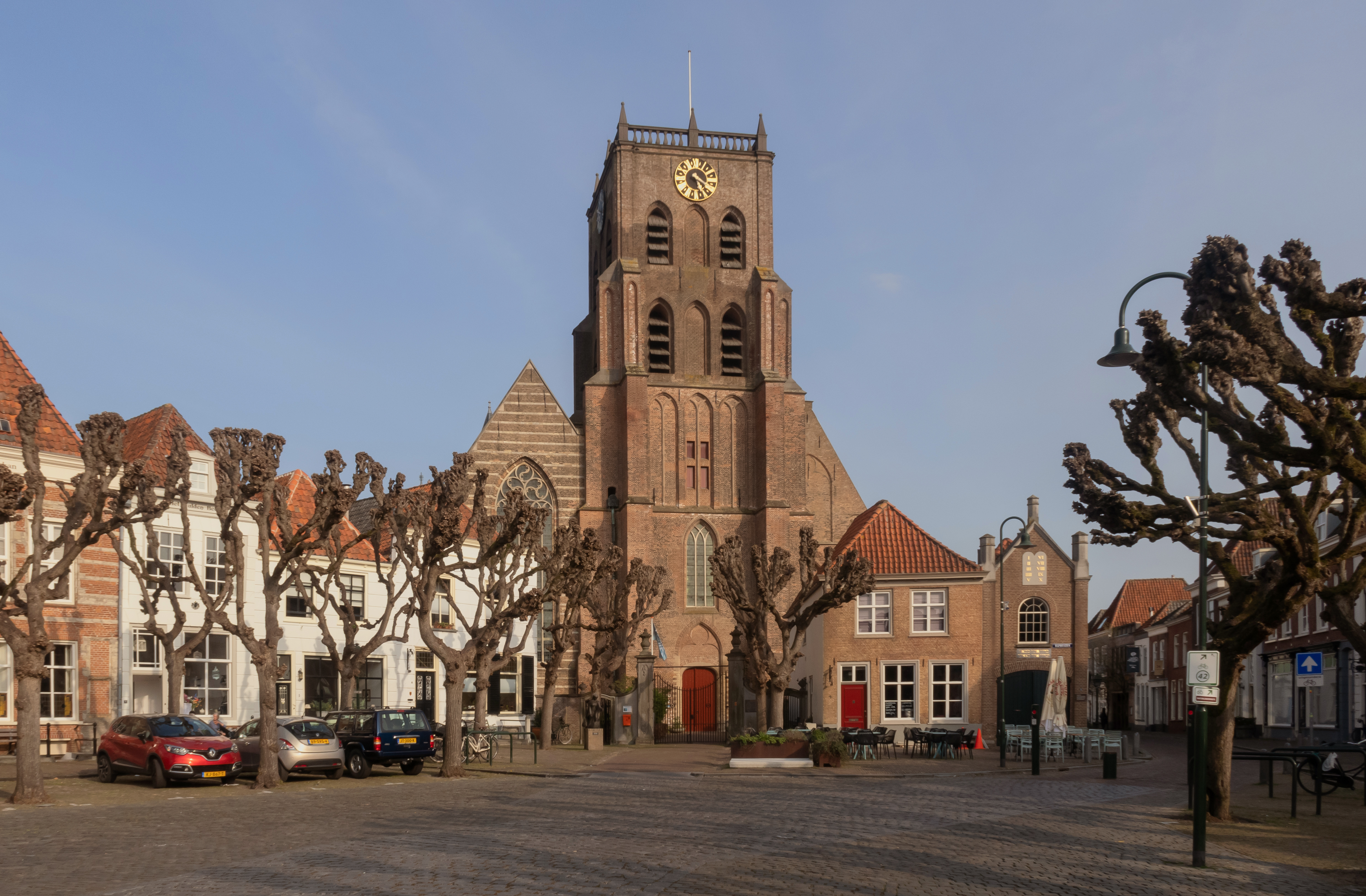
Geertruidenberg, Kirchturm in der Straße

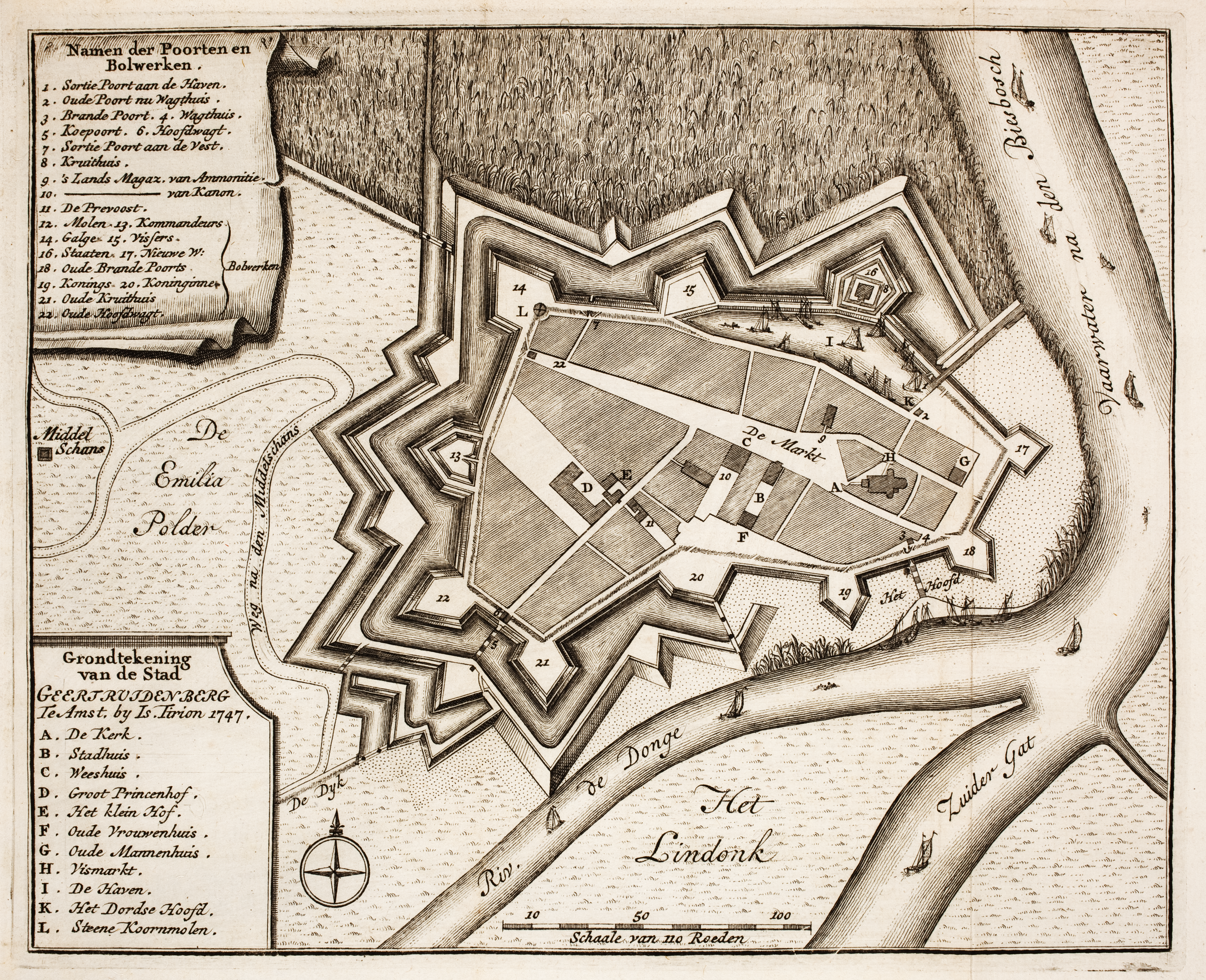
Karte von Geertruidenberg, Isaak Tirion 1747, 1749

## Lage und Wirtschaft
Die Gemeinde liegt im Nordwesten der Provinz, zwischen dem Biesbosch und Oosterhout, nördlich der Autobahn A59 und westlich der Autobahn Utrecht – Breda (A27). Von dieser Autobahn führt die Ausfahrt nach Raamsdonksveer und dem 12 km nach Osten gelegenen Waalwijk. Geertruidenberg liegt an dem Fluss Amer (Siehe Oosterhout) und hat einen Binnenhafen.
In der Gemeinde gibt es zwei große Elektrizitätswerke, hier beginnt die 380-kV-Leitung Geertruidenberg–Eindhoven. Wegen der Lage am Wasser haben sich eine vielseitige Industrie sowie Tourismus und die Landwirtschaft entwickelt.

## Geschichte
Wilhelm I. von Holland verlieh Geertruidenberg 1213 das Stadtrecht, sie war damals die erste Stadt Hollands. Nach der Flutkatastrophe von 1421 verlor sie an Bedeutung. Trotzdem war das Gebiet bis zum Ende des Achtzigjährigen Krieges noch eine hart umkämpfte Grenzfestung zwischen Holland und Brabant. So wurde die Stadt 1573 von einem Heer aus Engländern, französischen Hugenotten und Watergeuzen in einem Überraschungsangriff erobert, und stand 1578 unter dem Kommando des Militärgouverneurs Christoffel von IJsselstein. 1589 wurde die Stadt jedoch von ihrer englischen Garnison an den Herzog von Parma verraten. Im Sommer 1593 wurde sie jedoch von einer Englisch-Niederländischen Armee unter Moritz von Nassau zurückerobert.
1793 griffen die französischen Revolutionstruppen Geertruidenberg an und besiegten die in niederländischen Diensten stehenden Schweizer Regimente. Das Gebiet gehörte bis 1813 zu Holland.
Das Dorf Raamsdonk wurde 1273 zum ersten Mal erwähnt; es ist ein langgestrecktes Dorf der Gegend „Langstraat“, mit einer Tradition von Landwirtschaft und Leder- und Schuhmacherei. Raamsdonksveer entstand als Siedlung von Schiffern und Binsen- und Schilfbearbeitern bei einer Fähre.

## Sehenswürdigkeiten
In der Innenstadt von Geertruidenberg steht die gotische dreischiffige Gertrudenkirche. Am Marktplatz befinden sich das alte Rathaus und mehrere kleine Häuser aus dem 17. und 18. Jahrhundert.
Sowohl Geertruidenberg als auch Raamsdonksveer haben einen kleinen Jachthafen. Im Ortsteil Raamsdonk befindet sich die spätgotische Lambertuskerk.
Das Naturgebiet Biesbosch ist nicht weit entfernt.

## Politik
Die lokale Wahlliste Keerpunt74 gewann die Kommunalwahl im Jahre 2022 mit 24,3 Prozent der Stimmen und bildete bereits in der Legislaturperiode 2018–2022 eine Koalition mit der CDA, Lokaal+ und Morgen!.

### Gemeinderat
Der Gemeinderat wird seit 1982 folgendermaßen gebildet:
| Partei                              | Sitze | Sitze | Sitze | Sitze | Sitze  | Sitze | Sitze | Sitze | Sitze | Sitze | Sitze | Sitze |
| Partei                              | 1982  | 1986  | 1990  | 1994  | 1996 a | 1999  | 2002  | 2006  | 2010  | 2014  | 2018  | 2022  |
| ----------------------------------- | ----- | ----- | ----- | ----- | ------ | ----- | ----- | ----- | ----- | ----- | ----- | ----- |
| Keerpunt74                          | 4     | 4     | 5     | 8     | 5      | 4     | 6     | 5     | 4     | 2     | 5     | 5     |
| Lokaal+ b                           | –     | –     | –     | –     | –      | –     | –     | –     | –     | –     | 4     | 4     |
| Morgen! c                           | –     | –     | –     | –     | –      | –     | –     | –     | –     | –     | 3     | 3     |
| Gemeentebelangen Geertruidenberg    | –     | –     | –     | –     | –      | –     | –     | –     | –     | –     | –     | 2     |
| CDA                                 | 4     | 3     | 3     | 2     | 6      | 8     | 5     | 3     | 3     | 2     | 3     | 2     |
| VVD                                 | 1     | 1     | 1     | 1     | 2      | 2     | 2     | 2     | 2     | 2     | 2     | 2     |
| Sociale Volkspartij Geertruidenberg | –     | –     | –     | –     | –      | –     | –     | –     | –     | –     | 1     | 1     |
| D66                                 |       |       |       |       |        |       |       | –     | –     | 4     | 1     | –     |
| GroenLinks                          | –     | –     | –     | –     | 2      | 1     | 2     | 1     | 2     | 4     | –     | –     |
| Uw Drie Kernen b                    | –     | –     | –     | –     | –      | –     | –     | –     | 3     | 5     | –     | –     |
| SP                                  | –     | –     | –     | –     | –      | –     | –     | 2     | 1     | 2     | –     | –     |
| Partij Samenwerking b               | –     | –     | –     | –     | 3      | 2     | 2     | 2     | 2     | 1     | –     | –     |
| PvdA c                              | 2     | 3     | 3     | 2     | 1      | 2     | 2     | 4     | 2     | 1     | –     | –     |
| Aktie ’80                           | 2     | 2     | 1     | –     | –      | –     | –     | –     | –     | –     | –     | –     |
| Gesamt                              | 13    | 13    | 13    | 13    | 19     | 19    | 19    | 19    | 19    | 19    | 19    | 19    |

Anmerkungen

### College van B&W
Die Koalitionsparteien CDA, Keerpunt74, Lokaal+ und Morgen! werden im College van burgemeester en wethouders durch jeweils einen Beigeordneten repräsentiert. Folgende Personen gehören zum Kollegium:
| Funktion         | Name             | Partei     | Anmerkung                       |
| ---------------- | ---------------- | ---------- | ------------------------------- |
| Bürgermeisterin  | Marian Witte     | parteilos  | seit dem 4. Oktober 2019 im Amt |
| Beigeordnete     | John van Vugt    | Keerpunt74 | –                               |
| Beigeordnete     | Mike Hofkens     | Lokaal+    | –                               |
| Beigeordnete     | Kevin van Oort   | Morgen!    | –                               |
| Beigeordnete     | Adriaan de Jongh | CDA        | –                               |
| Gemeindesekretär | Richard Nagtzaam | –          | seit Februar 2014 im Amt        |

## Persönlichkeiten
- Edmée Broers (1876–1955), Malerin
- Albert Smijers (1888–1957), römisch-katholischer Priester und Musikwissenschaftler
- Piet Moeskops (1893–1964), Radsportler
- Willem Sassen (1918–2001), Kriegsberichterstatter der SS, Journalist
- Jan Derksen (1919–2011), Radsportler
- Ad Prinsen (* 1954), Radrennfahrer, geboren in Raamsdonksveer
- Marvin van der Pluijm (* 1979), Radrennfahrer, geboren in Raamsdonksveer